# Dispositif à transfert de charges
Pour les articles homonymes, voir CCD.
Cet article traite du dispositif à transfert de charges, il ne doit pas être confondu avec le capteur photographique CCD qui exploite ce dispositif.
Un dispositif à transfert de charges (CCD « Charge Coupled Device ») est un registre à décalage électrostatique. Il comprend une série d'éléments semi-conducteurs identiques, qui chacun peuvent emmagasiner une charge électrique. Sur une impulsion du signal de commande, tous les éléments transfèrent en même temps leur charge sur l'élément adjacent.
Les CCD servent dans des lignes à retard analogiques, sur un signal échantillonné, mais non numérisé, dans des mémoires informatiques, et dans des capteurs formateurs d'images, soit linéaires dans un scanner, soit matriciels dans un capteur photographique CCD.
Les CCD ont donné leur nom à l'astéroïde (15000)

## Histoire
L'invention des capteurs CCD est attribuée à Willard Boyle et George E. Smith, couronnés en 2009 du prix Nobel de physique, en même temps que Charles Kao, pour ses recherches fondamentales dans le domaine des fibres optiques. Smith et Michael Tompsett (en) ont été récompensés du Queen Elizabeth Prize for Engineering 2017 pour les applications des CCD.
Les CCD furent développés à l'origine, en 1969, pour des mémoires d'ordinateur ; mais on remarqua bien vite que ces composants sont photosensibles et qu'il est relativement simple d'en extraire une image. Dès 1970 on fabriqua un tel capteur CCD, et grâce à la miniaturisation électronique, ils possédaient à partir de 1975 une résolution suffisante pour en faire des caméras de télévision. À partir de 1983, les capteurs CCD étaient utilisés comme récepteurs d'image en astronomie et en télédétection satellite.
Les capteurs CCD à matrice 2D sont utilisés dans les caméras vidéo et les appareils photo numériques, les capteurs de ligne dans les fax, les spectromètres et les scanners. Les appareils photo de smartphones et de tablettes sont plutôt équipés de capteurs CMOS à pixels photo-actifs.

## Physique

Animation décrivant le phénomène de transfert de charge dans un CCD.

Un semi-conducteur dopé présente une couche diélectrique. On y connecte plusieurs électrodes d'un matériau conducteur.
Le semi-conducteur détecte la lumière. Si le CCD est destiné à un dispositif capteur d'image, le meilleur semi-conducteur est le silicium. Pour la couche diélectrique, on utilise un matériau transparent, le dioxyde de silicium, et pour les électrodes, du silicium polycristallin (« Polysilicium ») le plus souvent, quoiqu'on ait plus récemment eu aussi recours à l'oxyde d'indium-étain. La similitude de ces électrodes avec celles des circuits MOSFET fait qu'on les désigne « électrodes de porte logique » ; mais dans les transistors MOSFET, les portes font 10 nm de longueur au lieu de 10 µm, et la charge est activée à une tension de 1 V à 3,3 V au lieu de 1 V, ce qui permet d'émettre des pulses à 40 MHz. Les électrodes sont connectables par des contacts extérieur en aluminium.

Modèle de bandes du canal de surface d'un CCD avec les électrons du puits de potentiel.

Si on applique une tension à une électrode (positive dans le cas d'un semi-conducteur p-dopé, négative dans le cas d'un semi-conducteur n), il se forme sous la surface isolante du semi-conducteur un domaine qui agit comme un puits de potentiel. Là, la concentration en porteurs de charge majoritaires est minimum.
Les photons d'énergie supérieure à celle des bandes interdites du semi-conducteur, délogent les électrons de leurs bandes de valence vers des bandes conductrices ; il se forme ainsi des paires trou-électron (excitons) dans le semi-conducteur : c'est en quoi consiste l’effet photoélectrique interne. Les porteurs de charge minoritaires ainsi libérés, électrons ou « trous », sont collectés dans un puits de potentiel, tandis que les porteurs de charge majoritaires se répandent dans la masse du semi-conducteur.
Par réglage de la tension des électrodes voisines, on peut conformer le puits de potentiel de telle manière que les porteurs de charge qui y sont stockés soient ré-émis dans une direction précise.
L'architecture d'un CCD peut être améliorée. Un complément important est de rapporter sous le film isolant une couche avec dopage inverse juste sur le semi-conducteur. Cela crée un drain (buried channel), c'est-à-dire que les porteurs de charge minoritaires expulsés par les photons de la lumière incidente sont collectés, non plus à l'interface entre le film isolant et le semi-conducteur, mais directement dans la masse du semi-conducteur. Les porteurs de charge minoritaires n'y sont plus affectés par les défauts cristallins (il n'y a plus de charges résiduelles, piégées à l'interface). Les CCD buried channel offrent un niveau de bruit très atténué (au contraire des CCD à collecteur de surface) et un rendement supérieur du transfert de charge, il y a moins de porteurs de charge à stocker par pixel.